# Беспорядки на Манежной площади (2010)
Беспорядки на Манежной площади произошли 10 декабря 2010 года в Москве. По разным оценкам, от 5 до 50 тысяч человек собрались на площади на митинг, посвящённый памяти болельщика «Спартака» Егора Свиридова.
Молодой человек погиб в ходе нападения компании выходцев с Северного Кавказа на группу футбольных фанатов, произошедшего 6 декабря 2010 года. Кроме того, в предыдущие месяцы представителями кавказских народов были убиты ассистент режиссёра спортивного телеканала Юрий Волков и студент Максим Сычёв. Действия правоохранительных органов в ходе расследования убийств были восприняты в обществе как покрывательство подозреваемых, что и спровоцировало протесты. Митинг на Манежной перерос в столкновения с милицией. В результате беспорядков пострадали более 10 человек, десятки участников акции протеста были задержаны, на нескольких завели уголовные дела. После беспорядков произошла серия массовых митингов и уличных столкновений коренных жителей с выходцами из кавказских республик в городах России.

## Предыстория
Непосредственным поводом для беспорядков послужили события 6 декабря 2010 года на автобусной остановке возле дома 37 по Кронштадтскому бульвару в Москве, когда на Егора Свиридова и его друзей напала группа выходцев с Северного Кавказа. 26-летний Аслан Черкесов из Кабардино-Балкарии серией выстрелов из травматического пистолета Streamer 1014 убил Егора Свиридова и ранил его товарища Дмитрия Филатова. Во время драки также пострадали друзья Свиридова — Гаспарян, Карнаков и Петреченко. Всего на месте нападения было обнаружено 12 гильз. В результате следственных мероприятий был задержан сам Аслан Черкесов, а также другие участники нападения — Нариман Исмаилов из Дагестана, Хасан Ибрагимов и Артур Алфибиев. Из пяти задержанных четыре участника драки (Артур Арсибиев, Аной Анаев, Рамазан Утарбиев и Хосин Ибрагимов) были отпущены, а затем и вовсе покинули Москву, что в свою очередь вызвало возмущение общественности.

## События в Москве (7—15 декабря)
Уже на следующий день 7 декабря футбольные фанаты в количестве 1000 человек прошли маршем по Ленинградскому проспекту, фактически блокировав его.
11 декабря состоялось шествие памяти 5000 болельщиков «Спартака» к месту гибели Егора Свиридова на Кронштадтском бульваре с возложением цветов. Болельщиков поддержали байкеры, а также фанаты других футбольных клубов. На месте убийства была отслужена панихида. К 13:30 число участников акции возросло до 7 тысяч человек. К 15:00 центр мероприятий переместился на Манежную площадь, где и произошла кульминация всероссийской акции памяти Егора Свиридова, вылившаяся в массовые беспорядки.
12 декабря в районе станции метро «Коломенская» пятеро людей напали на гражданина Кыргызстана, после чего один из них нанёс удар ножом. По версии следствия, молодые люди хотели «отомстить» за убийство Свиридова. В результате полученной колюще-режущей травмы потерпевший скончался. Осудили за совершённое преступление Илью Кубракова, участвовавшего в митинге днём ранее. По сообщениям самого Ильи и мнениям ряда политических активистов и правозащитников, он не имел никакого отношения к ножевому ранению, повлёкшему смерть.

### Хроника событий 11 декабря на Манежной площади
К 15:00 на Манежной площади на стихийный митинг собралось от 5 тысяч (по версии ГУВД Москвы) до 50 тысяч участников (по версии телеканала «Россия 24»). Участники митинга скандировали лозунги: «Русские, вперёд», «Один за всех и все за одного» и иные националистические речёвки. Несколько человек неславянской внешности, оказавшиеся рядом, подверглись избиению.
Милиция ничего не могла поделать с агрессивной толпой. В результате произошли массовые столкновения участников митинга с ОМОНом. Сообщалось также и о произведённых выстрелах из оружия со стороны сотрудников силовых структур при попытке разгона.
К митингующим вышел начальник Московского ГУВД Владимир Колокольцев, попытавшийся утихомирить разбушевавшуюся толпу, однако добиться этого не удалось. На вопрос «Почему были отпущены убийцы Егора?» Колокольцев не смог ответить. Протестующие зажигали фальшфейеры, взрывали петарды, кидали пустые бутылки, снежки и камни.
Отступая, протестующие на станции метро Охотный Ряд подрались с людьми неславянской внешности, один из которых набросился на митинговавших с ножом. На станции Театральная в 18:15 было совершено нападение на «приезжего из Узбекистана». Однако задержанных потерпевший не опознал, сами задержанные не согласились с предъявленным обвинением и были отпущены на свободу.
Сначала сообщалось, что в результате беспорядков госпитализированы 19 человек, к ночи число находящихся в больнице возросло до 29 человек. Пострадали сотрудники ОМОН — вначале 5, затем их количество возросло до 8 человек. Всего было ранено 35 человек. Сообщения об одном погибшем были опровергнуты ГУВД. Число задержанных составило 65 человек. Пострадала приготовленная к празднованию Нового года ёлка.
Представители МВД заявили, что в организации митинга на Манежной принимали участие активисты ДПНИ.

### Межэтнические столкновения 15 декабря — Ответная акция представителей Северного Кавказа
Председатель Союза студенческих землячеств Москвы Азамат Минцаев заявил 13 декабря, что представители Северного Кавказа посредством соцсети «ВКонтакте» стали договариваться об ответной акции протеста 15 декабря у ТЦ «Европейский» у Киевского вокзала. В свою очередь, глава комитета по делам молодёжи Российского конгресса народов Северного Кавказа Султан Тогонидзе уточнил, что кавказцы хотят, чтобы митинг был официальным и в нём приняли участие представители всех диаспор. При этом Тогонидзе отметил, что даже если разрешение не будет дано, они все равно соберутся у «Европейского», так как «сейчас не просто отказаться от ответного шага. Кавказцы накалены и не послушаются».
Власти Москвы, стремясь не допустить новых беспорядков, отреагировали на эти сообщения серьёзно и стянули к предполагаемому месту протеста ОМОН. На выходе из метро всех подозрительных лиц досматривали и, в случае надобности, задерживали.
Всего было задержано около тысячи человек, более 100 из них были вооружены холодным и травматическим оружием, большинство из них являлось выходцами с Северного Кавказа.
В результате этих чрезвычайных мер массовых драк удалось избежать, но состоялось множество локальных стычек.
Около 17:30 произошло столкновение между русскими и кавказцами с использованием бейсбольных бит и арматуры на Смоленской набережной.
Всего в Москве было задержано около 1200 человек. Красная площадь была блокирована. Стычки кавказцев и милиционеров имели место и под землёй в районе станции метро Третьяковская и Юго-Западная. По некоторым данным, в Москве в результате стычек пострадали 30 человек. Задержанными оказались либо студенты столичных вузов, либо те, кто приехал на запланированную акцию по призывам в Интернете уже после событий 11 декабря. В так называемой кавказской поддержке были, в основном, выходцы из южных регионов России — Чечни, Дагестана, Кабардино-Балкарии. Попытка массовой драки была зафиксирована милицией в Санкт-Петербурге в районе Сенной площади.
Правоохранительные органы высказали подозрение, что зачинщики беспорядков координировали свою деятельность через Интернет (флешмоб) и мониторили сеть.
15 декабря была ещё одна акция русских националистов на станции метро «Смоленская», которая была пресечена сотрудниками милиции, которые задерживали, проверяли, обезоруживали и сажали в автозаки подозрительных личностей. Задержанные были вооружены самым разнообразным оружием, вплоть до японских мечей.
В тот день в Петербурге на Сенной площади проходили столкновения между кавказцами и милицией, около ста человек были задержаны (в том числе несколько случайных прохожих).
Также в тот день около станции «Третьяковская» около 100 кавказцев с оружием напали на десятерых ОМОНовцев.

### Версия о провокации со стороны властей
Такая версия (как часто бывает после подобных событий) высказывалась рядом политологов и журналистов, преимущественно, либеральной направленности. Высказывались отдельные мнения в некоторых СМИ и блогах, что волнения 15 декабря в районе площади Европы (ныне Площадь Евразии), Киевского вокзала и метро «Смоленская», а также последующие массовые задержания были спровоцированы властями и силовыми структурами в целях демонстрации своей силы, решимости, и восстановления репутации органов внутренних дел в глазах широкой общественности, так как она серьёзно пошатнулась после событий 11 декабря на Манежной площади, которые наглядно продемонстрировали неспособность милиции и органов внутренних дел предотвратить массовые правонарушения и волнения.
Также в пользу данной версии говорит то, что 15 декабря в районе метро «Киевская» собрались преимущественно лица в возрасте от 14 до 20 лет, являющиеся учащимися старших классов, студенты средне-специальных и высших учебных заведений, а также большое число журналистов и репортёров, освещавших данное событие. При этом в массе своей пришедшие не проявляли агрессии, и не оказывали сопротивления сотрудникам ОМОН, а иногда, судя по многочисленным фотографиям, задержанные граждане выглядели даже довольными.
Всё это разительно отличается от характера событий 11 декабря на Манежной площади, в которых принимали участие в основном люди крепкого телосложения в возрасте 20-30 лет, настроенные довольно агрессивно и оказывавшие серьёзное сопротивление при попытках разгона несанкционированного митинга.
Согласно информации, опубликованной российскими СМИ, одним из возможных провокаторов является абитуриент МГУ Левон Арзуманян, который нёс фотографию Свиридова с провокационной надписью 11 декабря и вскидывал руку в нацистском приветствии 15 декабря на Площади Европы в Москве. На одном из опубликованных в интернете видео с событий 15 декабря на Площади Европы было замечено, что Арзуманян появился на площади в сопровождении начальника управления информации и общественных связей ГУВД Москвы полковника милиции Виктора Бирюкова и сотрудника милиции в штатском, обеспечивавшего незадержание молодого человека бойцами ОМОН. Представитель прокремлёвского движения «Наши» Анастасия Федоренчик подтвердила, что на фотографиях изображён именно он, но опровергла информацию, что он является комиссаром движения.
Так же на одной из видеозаписей событий 11 декабря, опубликованной в интернете, видно, как полковник Бирюков, зайдя в гущу протестующих, здоровается там за руку с неизвестным мужчиной средних лет и говорит ему что-то на ухо, на что собеседник Бирюкова утвердительно трясёт головой. Также на видео видно, что рядом с указанным человеком (слева на видео) находится человек в маске и куртке с меховым капюшоном, выступивший позже от имени собравшихся в переговорах с милицией. Кроме того, на видеозаписях событий 11 декабря среди задержанных бойцами ОМОН был замечен человек, опознанный как активный член прокремлёвского движения «Россия Молодая» Валерий Заборовский, при этом, по данным Интерфакса, протоколы об административном правонарушении были составлены сотрудниками милиции только в отношении 65 из задержанных 66 участников уличной акции на Манежной площади.
Позже, в сентябре 2011 года, на телеканале НТВ в программе «Последнее слово. Погром вызывали?» один из участников — некто в маске, представленный Иваном, — утверждал, что события декабря 2010 года на Манежной, как и события на Манежной в 2002 году, являются провокацией властей и милиции. Слова неизвестного подтвердил корреспондент газеты «Советский спорт» Кирилл Зангалис. В ходе дебатов неизвестный также утверждал, что человек в маске, участвовавший в декабре 2010 года в переговорах с Колокольцевым от имени собравшихся, является представителем милиции общественной безопасности.
На суде над активистами «Другой России», обвинявшимися за участие в беспорядках, против них дал показания член «России Молодой» Алексей Худяков. К суду Худякова привлёк известный сотрудник центра «Э» Алексей Окопный, ранее уже замеченный в делах по «Другой России».

## События в других регионах
11 декабря
- 2 тысячи человек собрались на похожую акцию в Санкт-Петербурге, но были рассеяны ОМОНом[65]. Задержано 60 человек.
- Воронеж — 350 человек (акция прошла спокойно)[66].
- Ярославль — 100 человек[67].
- Калининград — 80 человек[68].
- Калуга — 150 чел. шествие[69].
- Новосибирск — 150 чел. митинг[70].
- Самара — шествие 100 чел[71].
- Волгоград — около 150 человек[72].
- Пенза — около 70 человек[73].
- Липецк — около 50 человек[74].
- Астрахань — около 100

12 декабря
- Ростов-на-Дону — 2 тысячи человек[75]. Смерть Максима Сычёва
- Киров — шествие памяти Егора Свиридова[76].

14 декабря
- Ижевск — 40 человек, в основном молодёжь, выступили с призывом защиты русского населения. Пикет был санкционирован властями, однако затем власти начали преследовать организаторов мероприятия[77].
- Саратов — около 150 человек[78].
- Мурманск — около 50 человек. Шествие памяти Егора Свиридова[79].

16 декабря
Немногочисленные акции памяти также прошли во Владимире и Нижнем Новгороде
18 декабря
- Волгоград — шествие в центре города, 150 чел. задержано[81]

Для предотвращения возможных столкновений славянской и кавказской молодёжи значительные силы милиции были стянуты в центр Санкт-Петербурга в район Сенной площади, Московского проспекта, Гостиного двора и ТЮЗа. В центре города милиция проводила тотальную проверку документов.
Напряжённой продолжала оставаться ситуация и в Москве. Около 100 подростков было задержано в парке Останкино, куда они явились, чтобы выразить протест против необъективного освещения происходящих событий. По некоторым данным инициатором несанкционированного митинга был национал-демократический альянс Всего, по данным МВД, в течение дня в городе было задержано 1192 человека.
- Самара — 90 чел. задержано[87]
- Тула — шествие памяти Егора Свиридова 30 чел.[88]

26 декабря
- Белоруссия, Могилёв — шествие по центру города, около 100 участников[89][неавторитетный источник]

## 40 дней
15 января 2011 года исполнилось 40 дней со дня смерти Егора, прошли следующие мероприятия:
- Москва — шествие и возложение цветов на остановку автобуса[90], было 3 тыс. человек, задержано 19 чел., вечером панихида в храме Святителя Николая на Трёх горах[91].
- Санкт-Петербург — митинг памяти у СК «Юбилейный», а затем панихида в Князь-Владимирском соборе[92], всего задержано 22 человека[93].
- Саратов — митинг памяти у ЛДС «Кристалл», ок. 50 чел., задержанных нет[94].
- Ярославль — шествие, ок. 40 чел. молодёжи, 27 чел. задержано[95].

## Расследование и реакция властей
12 декабря Президент России Дмитрий Медведев прокомментировал события в Москве в своём микроблоге на сайте Twitter: «И последнее — на сегодня. По Манежной. В стране и в Москве — всё под контролем. Со всеми, кто гадил, разберёмся. Со всеми. Не сомневайтесь».
13 декабря было сообщено о возбуждении 10 дел по Манежной.
14 декабря 11 дел + дело пострадавших милиционеров. С. Собянин выразил соболезнование семье погибшего Егора Свиридова и похвалил милицию за действия на Манежной. Депутат Госдумы Николай Левичев, близкий к спикеру Совета Федерации заявил, что причиной беспорядков на Манежной площади стал провал кремлёвской молодёжной политики.
Владислав Сурков назвал случившееся прямым результатом действий либеральной оппозиции, заявив, что «11 происходит от 31». Во избежание эскалации конфликта начальство ГУВД сознательно дезинформировало общественность, заявляя об отсутствии столкновений там, где они, как выяснилось позже, все же были. В то же время, по словам начальника ГУВД Москвы Владимира Колокольцева, «зачинщики беспорядков в большинстве своём не имеют никакого отношения к спортивным коллективам, а использовали трагический повод в своих националистических игрищах».
В октябре 2011 года присяжные в Мосгорсуде признали Аслана Черкесова виновным в убийстве и злостном хулиганстве (ч. 2 статьи 105 и ч. 2 статьи 213) и приговорили к 20 годам колонии строгого режима; остальные участники драки на Кронштадтском бульваре — Хасан Ибрагимов, Рамазан Утарбиев, Артур Арсибиев, Аной Анаев и Нариман Исмаилов — получили по 5 лет колонии общего режима за злостное хулиганство (ч. 2 статьи 213).
30 января 2011 года был арестован активист партии «Другая Россия» Игорь Березюк, участвовавший в событиях на Манежной 11 декабря 2010 года. Ему были предъявлены обвинения по статьям 212 (Массовые беспорядки), 318 (Применение насилия в отношении представителя власти) и 282 (Возбуждение ненависти либо вражды) УК РФ.
28 октября 2011 года Тверской суд Москвы приговорил активистов «Другой России» Игоря Березюка к пяти с половиной годам лет лишения свободы, Руслана Хубаева к четырём, Кирилла Унчука к трём, Александра Козевина к двум с половиной и Леонида Панина к двум годам лишения свободы. «Другая Россия» объявила своих активистов политзаключёнными.
8 августа 2012 года Тверской суд Москвы назначил наказание за участие в беспорядках Виталию Васину (угрожал милиционерам травматическим пистолетом) три года условно, Григорию Бильченко (пнул ногой одного из ОМОНовцев) два года условно, Владимиру Кирпичникову (кинул в шлем одному сотруднику кусок металлической ёлки весом в 1,5 кг) три года колонии и Николаю Двойнякову (бросал в сотрудников металлические ограждения) два года колонии. Эти четыре человека шли по отдельному делу, не были политическими активистами и являлись просто болельщиками «Спартака».
27 июля 2012 года Симоновский суд Москвы назначил наказания участникам убийства 12 декабря 2011 года.
Илья Кубраков, основной ответственный, сразу после беспорядков назывался одним из организаторов событий на Манежной площади. Позже он проходил свидетелем по делам об участии в беспорядках. Также следствие заподозрило его в участии в убийстве 12 декабря. Суд выяснил, что именно Кубраков нанёс убитому удар ножом. Кубраков был приговорён к шести годам заключения, Михаил Кузнецов — к трём годам, Владислав Гурьянов и Роман Логвинов получили по 2 с половиной года заключения в колонии общего режима. На момент совершения преступления Кубракову было 14 лет, остальные участники были в возрасте от 16 до 23 лет.

## Реакция представителей общественности
С обращением о событиях на Манежной площади выступил патриарх Московский и всея Руси Кирилл.
Глава Кавказского правового центра при Российском конгрессе народов Кавказа Шамиль Османов открыто заявил в ответ на произошедшие события: 

Не надо бегать по подворотням с ножами за скинхедами, пусть ими занимается милиция. Я говорю молодёжи: у вас другие задачи, вы приехали сюда учиться и работать. А по законам шариата можете иметь четырёх жён. Так что женитесь, заводите детей и работайте честно. Тогда не только Москва, вся Россия будет наша.— Шамиль Османов
Сопредседатель Совета муфтиев России Нафигулла Аширов заявил: 

Все эти акции фанатов — чья-то спланированная акция отделения Кавказа от России. То, что не удалось сделать Джохару Дудаеву, решили сделать в Москве националисты.— Нафигулла Аширов
Вице-президент Федеральной лезгинской национально-культурной автономии Руслан Курбанов отметил: 

 20 лет полного игнорирования такой тонкой сферы, как национальная политика, принесли свои плоды. Взаимная ненависть и нетерпимость поразили все слои российского общества. И то, что произошло в субботу на Манежной площади — это очевидное свидетельство, что каждая новая стычка и столкновение на национальной почве могут стать для России точкой невозврата. — Руслан Курбанов
Профессор МГИМО, лидер партии «Новая сила» Валерий Соловей:

Долгое время всем народам, кроме русского, в России разрешалось проявлять национализм. Теперь русская молодёжь показала, что национализм становится массовым… Власть сама спровоцировала столкновения на Манежной площади. Она не выполнила свою главную функцию — защиту граждан страны от насилия. Её бездействие вывело людей из себя и заставило выйти на улицы.— Валерий Соловей
Протодиакон Андрей Кураев, б. пресс-секретарь Патриарха Московского и Всея Руси: 

Протест на Манежной лишь по виду национализм. По сути, это крик боли и отчаяния от того, что те, кто призваны нас защищать, нас же и предают. Погром всегда — реакция беззащитных, которые устали надеяться на защиту со стороны властей. Это уродливая реакция на уродство тех, кто вроде бы должен был в цивильной форме сдерживать зло и наказывать его, но отчего‑то именно этого и не делает. Если бы ТВ показало тех, что освободили убийц Егора, причём показало бы, как они в наручниках идут по ковру из сорванных звёздных погон их начальников, не было бы сегодняшней Манежной площади.— Протодиакон Андрей Кураев
Президент футбольного клуба ЦСКА Евгений Гинер: 

Много вопросов к правоохранительным органам. Почему подозреваемые в убийстве люди были сразу же отпущены? Уверен, если бы этого не произошло, никаких бы беспорядков не было.— Евгений Гинер
Философ Александр Дугин: 

на Манежной площади 11 декабря мы увидели общество, которое заявляет о своём принципиальном несогласии с:
- положением дел в правовой сфере,
- этнической политикой в Москве,
- отношением к русскому большинству,
- социальной несправедливостью, обступающей со всех сторон.— Александр Дугин

На 26 декабря была запланирована ответная антифашистская акция под названием «Москва для всех». Акция должна была начаться в полдень на Пушкинской площади в Москве. Её инициатором выступил Виктор Шендерович, свою поддержку выразили ряд культурных деятелей страны: Леонид Парфёнов, Владимир Спиваков, Александр Ширвиндт и др.

## Социологические исследования
Согласно опросу, проведённому радиостанцией «Русская служба новостей», 87 % слушателей выступили с поддержкой демонстрантов. 83 % слушателей передачи «Реальное время» на радиостанции Финам FM считают демонстрацию на Манежной площади выражением гражданского протеста, 17 % — выходкой радикалов.
Агентство социальных технологий «Политех» при содействии Института этнологии и антропологии РАН опубликовало исследование «Межнациональная нетерпимость в городской молодёжной среде». Согласно этому исследованию, 76 % опрошенных молодых людей сочувствовали участникам выступлений на Манежной площади в Москве, 78 % респондентов назвали события на Манежке акцией протеста против коррупции и так называемой этнической преступности (58 %) и не увидели в этом националистического выступления, хотя основными лозунгами были «Россия для русских» и «Москва для москвичей».

## Публикации в СМИ
- Первое интернет-телевидение Беспорядки в Москве: видео с места событий. // videoportal. 17 декабря 2010
- Иван Преображенский. Российская Федерация против трёх Россий // rosbalt. 17 декабря 2010
- Дмитрий Соколов-Митрич. Манежное правосудие // ВЗГЛЯД.РУ, 12 декабря 2010.
- Акция протеста в Москве: мнения священнослужителей // Православие и мир, 13 декабря 2010.
- Митинг на Манежной из окон Храма // Православие и мир, 12 декабря 2010.
- Данилова А. А. Кто раскачивает? // Православие и мир, 13 декабря 2010.
- Худиев С. Так чего мы хотим добиться? // Православие и мир, 12 декабря 2010.
- Валентин Маков Москва манежная // Lenta.ru,12.12.2010
- Ярослав Загорец После боя // Lenta.ru,13.12.2010